# Rester la même (chanson)
Pour l'album, voir Rester la même.
Singles de Lorie
Toi et moi
(2005) SOS
(2006)
Rester la même est une chanson de la chanteuse française Lorie extraite de son quatrième album studio, intitulé également Rester la même. Ce single est sorti dans les bacs le 5 décembre 2005 en tant que premier single de l'album, et a été écoulé à 65 000 ventes.

## Genèse
Lorie et son producteur, Johnny Williams, vont dans une autre direction en termes de maturité, malgré le risque que Lorie prend de changer, elle décidera d'extraire le single Rester la même pour prouver quelle ne va pas du tout changer et quelle restera cette jeune femme bien dans sa peau. Le single est un fiasco en vente de single puisque Lorie n'atteint même pas les 100 000 exemplaires comme elle avait l'habitude avec ses précédents singles. 

## Réception
Le morceau n'a pas été certifié par la SNEP. Il s'est vendu à plus de 68 000 exemplaires et a été distribué par Sony BMG. Ce single est la 16e meilleure vente de Lorie, classé 15e du TOP.

## Liste des pistes
CD Single
1. Rester la même (Radio Edit)
2. On chante (Remix techno)

On trouve ce titre dans les disques et DVD suivants :
- Rester la même (album)
- Live Tour 2006 (album et DVD)

## Classement hebdomadaire
| Pays          | Meilleure position | Nombre de semaines |
| ------------- | ------------------ | ------------------ |
| France        | 15                 | 15                 |
| Belgique (WA) | 28                 | 3                  |
| Suisse        | 88                 | 1                  |